# Putrajaya
| Tôn giáo tại Putrajaya          | Tôn giáo tại Putrajaya          | Tôn giáo tại Putrajaya | Tôn giáo tại Putrajaya | Tôn giáo tại Putrajaya |
| ------------------------------- | ------------------------------- | ---------------------- | ---------------------- | ---------------------- |
| Tôn giáo                        | Tôn giáo                        |                        | Tỷ lệ                  | Tỷ lệ                  |
| Hồi giáo                        | Hồi giáo                        |                        | 97.4%                  | 97.4%                  |
| Hindu                           | Hindu                           |                        | 1.0%                   | 1.0%                   |
| Công giáo                       | Công giáo                       |                        | 0.9%                   | 0.9%                   |
| Phật giáo                       | Phật giáo                       |                        | 0.4%                   | 0.4%                   |
| Vô thần                         | Vô thần                         |                        | 0.2%                   | 0.2%                   |
| Khác                            | Khác                            |                        | 0.1%                   | 0.1%                   |
| Không tôn giáo                  | Không tôn giáo                  |                        | 0%                     | 0%                     |
| Tôn giáo truyền thống Trung Hoa | Tôn giáo truyền thống Trung Hoa |                        | 0%                     | 0%                     |

Putrajaya là thành phố được quy hoạch nhân tạo và được thành lập năm 1995 tại Malaysia. Tọa lạc khoảng 30 km về phía Nam của Kuala Lumpur, Putrajaya là trung tâm hành chính mới của liên bang Malaysia. Nhiều tòa nhà chính phủ và văn phòng đã dời về đây để tránh vấn đề giao thông và môi trường đông đúc tại Kuala Lumpur. Putrajaya là một lãnh thổ Liên bang giống như Kuala Lumpur hay đảo Labuan ở Đông Malaysia.
Được đặt theo tên Thủ tướng đầu tiên của Malaysia-Tunku Abdul Rahman Putra, lãnh thổ nằm hoàn toàn trong quận Sepang, tiểu bang Selangor. Putrajaya cũng là một phần của MSC Malaysia, một khu kinh tế đặc biệt,bao gồm thung lũng Klang. Trong tiếng Phạn, "putra" có nghĩa là "hoàng tử" hoặc "con đực", và "jaya" có nghĩa là "thành công" hoặc "chiến thắng". Sự phát triển của Putrajaya bắt đầu vào đầu những năm 1990; ngày nay các mốc quan trọng đã được hoàn thành và dân số dự kiến sẽ phát triển trong tương lai gần.
Phía Tây của thành phố là Cyberjaya, một thành phố hiện đại và được coi như Thung lũng Silicon của Malaysia, cùng nằm trên "Siêu hành lang Truyền thông đa phương tiện" của đất nước này.